# Michael Christoph Hanow
Michael Christoph Hanow (también Hanov o Hanovius) (12 de diciembre de 1695, Zamborst cerca Neustettin, Pomerania - 22 de septiembre de 1773, Danzig) fue un meteorólogo alemán, historiador, profesor de matemática y desde 1717, rector del Gimnasio Académico Danzig.
Hanow fue educado en Danzig y Leipzig y fue un profesor privado en Dresde, Leipzig y Danzig. En el año 1727 se convirtió en miembro del Gimnasio Académico Danzig. Escribió numerosos artículos y libros. Desde 1739 publica el Danziger Nachrichte, una revista semanal con la previsión del tiempo. El término «Biología» fue introducido por él. Entre 1745 y 1767, escribió Jus Culmense (El Derecho de Kulm) y una colección de documentos de Prusia, hasta la fecha no publicados.
Junto con Georg Daniel Seyler, Gottfried Lengnich y David Braun, fue uno de los historiadores locales más importantes en el siglo XVIII.